# Enallopsammia
Enallopsammia är ett släkte av koralldjur. Enallopsammia ingår i familjen Dendrophylliidae.
Kladogram enligt Catalogue of Life:
| Enallopsammia | \| \| Enallopsammia profunda \| \| \| \| \| \| Enallopsammia pusilla \| \| \| \| \| \| Enallopsammia rostrata \| \| \| \| |
|               | \| \| Enallopsammia profunda \| \| \| \| \| \| Enallopsammia pusilla \| \| \| \| \| \| Enallopsammia rostrata \| \| \| \| |
|               | Astroides |
|               | |
|               | Balanophyllia |
|               | |
|               | Bathypsammia |
|               | |
|               | Cladopsammia |
|               | |
|               | Dendrophyllia |
|               | |
|               | Dichopsammia |
|               | |
|               | Duncanopsammia |
|               | |
|               | Eguchipsammia |
|               | |
|               | Endopachys |
|               | |
|               | Endopsammia |
|               | |
|               | Heteropsammia |
|               | |
|               | Leptopsammia |
|               | |
|               | Notophyllia |
|               | |
|               | Pourtalopsammia |
|               | |
|               | Rhizopsammia |
|               | |
|               | Thecopsammia |
|               | |
|               | Trochopsammia |
|               | |
|               | Tubastraea |
|               | |
|               | Turbinaria |
|               | |
|               | Enallopsammia profunda |
|               | |
|               | Enallopsammia pusilla |
|               | |
|               | Enallopsammia rostrata |
|               | |

|  | Enallopsammia profunda |
|  |                        |
|  | Enallopsammia pusilla  |
|  |                        |
|  | Enallopsammia rostrata |
|  |                        |

## Bildgalleri

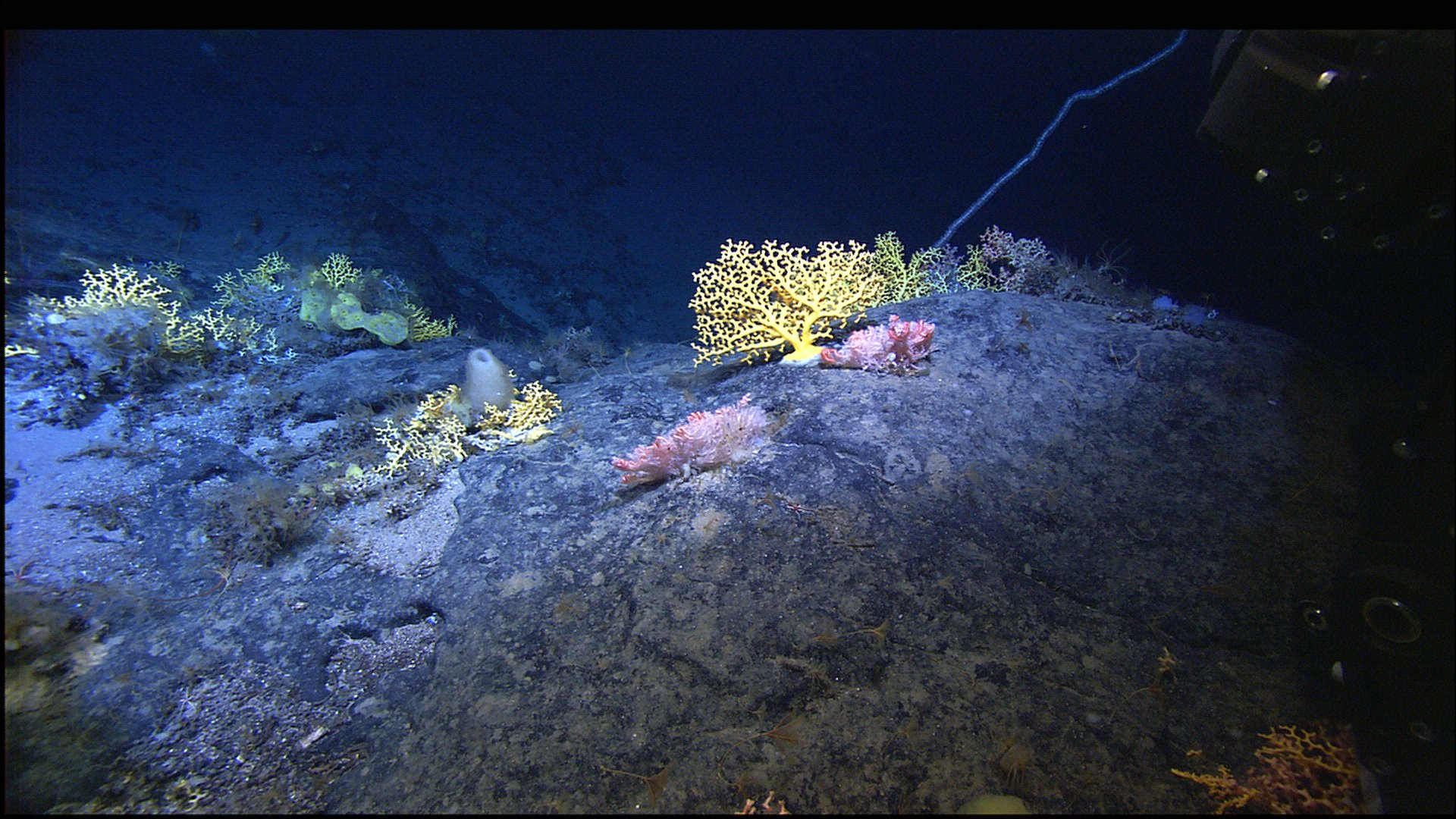
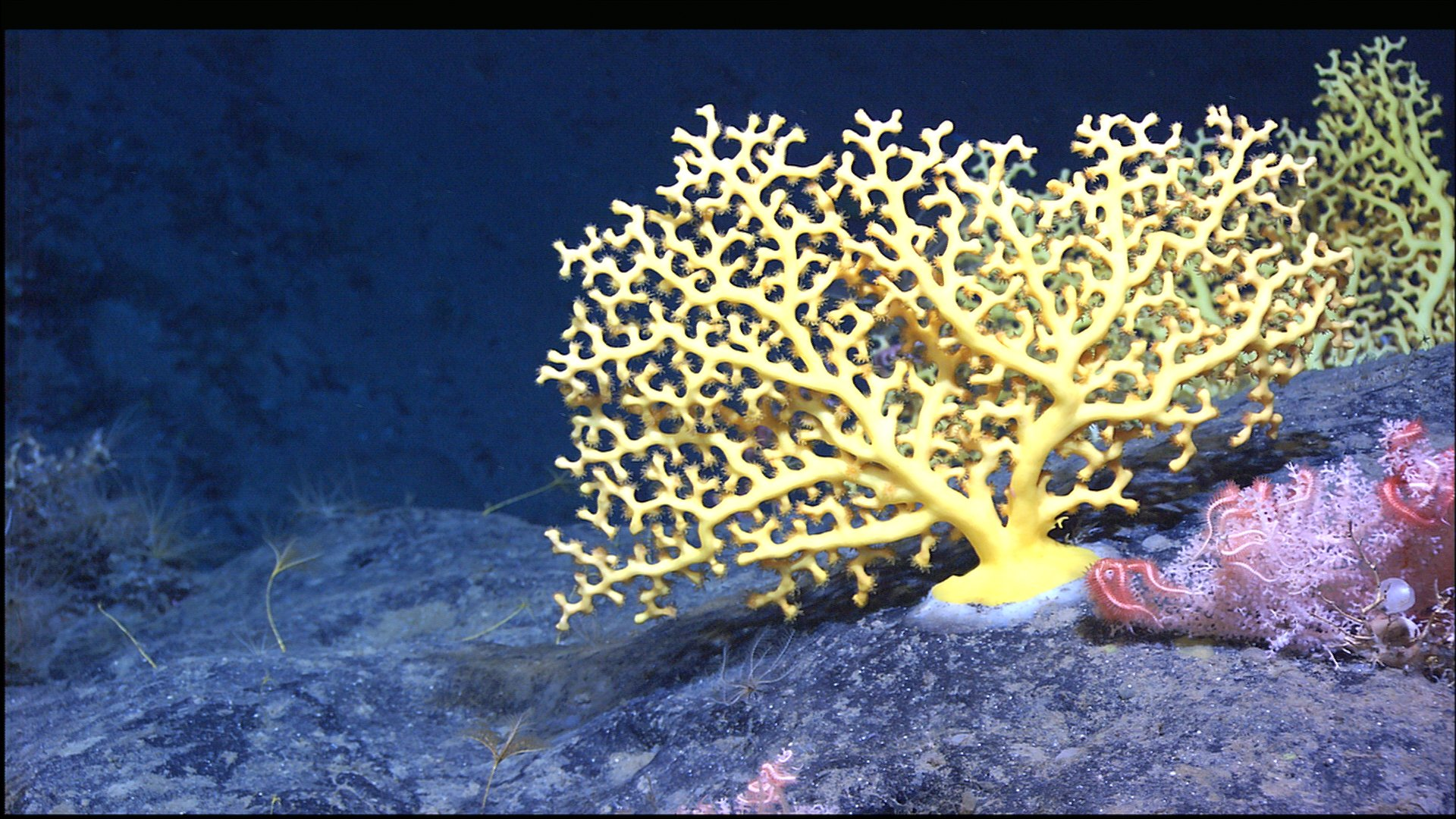